# Ukrainische Botschaft in Helsinki
Die Ukrainische Botschaft in Helsinki ist die diplomatische Vertretung der Ukraine in Finnland. Das Botschaftsgebäude befindet sich in der Vähäniityntie 9 in Helsinki. Ukrainische Botschafterin in Finnland ist seit 2020 Olha Dibrowa.

## Geschichte

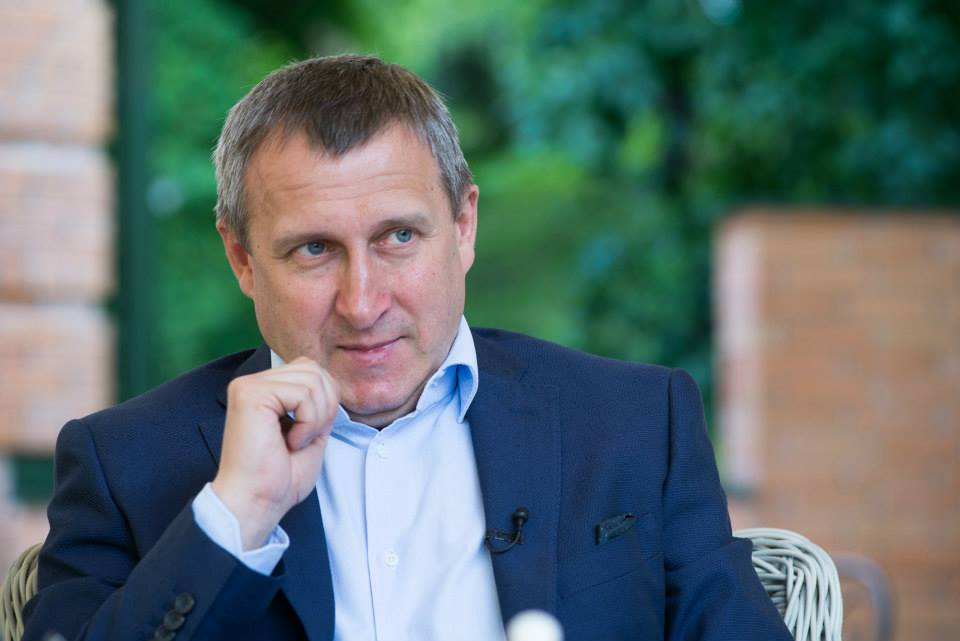
Andrij Deschtschyzja, Botschafter 2007–2012

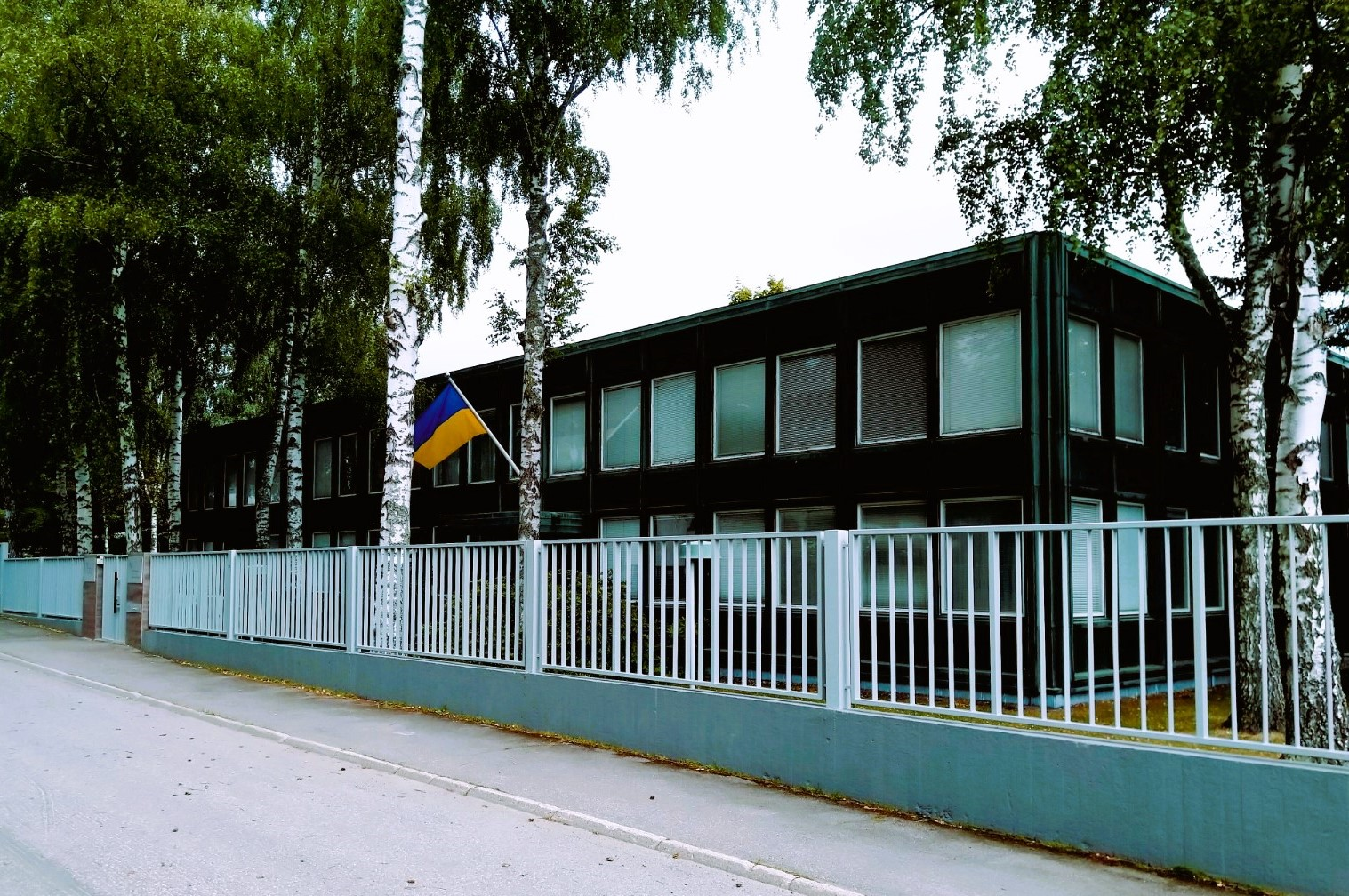
Botschaftsgebäude in Helsinki (2022)

Mit dem Zerfall des Zarenreichs entstand 1918 erstmals ein ukrainischer Nationalstaat. Das ebenfalls unabhängig gewordene Finnland erkannte den Ukrainischen Staat an. Kostjantyn Wolodymyrowytsch Loskyj wurde 1918 zum ersten diplomatischen Vertreter der Ukraine in Finnland ernannt. Im Russischen Bürgerkrieg eroberte die Roten Armee den größten Teil der Ukraine und diese wurde als Ukrainische Sozialistische Sowjetrepublik in die Sowjetunion eingegliedert.
Nach dem Zerfall der Sowjetunion erklärte sich die Ukraine 1991 für unabhängig. Finnland hat die Ukraine am 31. Dezember 1991 anerkannt. Die diplomatischen Beziehungen wurden am 26. Februar 1992 wieder aufgenommen und am 18. Dezember die Botschaft in Helsinki eröffnet. Der erste Botschafter war Kostjantyn Iwanowytsch Massyk. Seit dem 19. Oktober 2020 ist Olha Dibrowa als erste Frau außerordentliche und bevollmächtigte ukrainische Botschafterin in Finnland.
Im Dezember 2019 hatten ungefähr 5400 Ukrainer ihren ständigen Wohnsitz in Finnland.
Die diplomatischen Beziehungen zu Island wurden am 30. März 1992 aufgenommen. Die Botschafter in Helsinki werden in Island als nichtresidierende Botschafter akkreditiert. In Reykjavík besteht ein ukrainisches Honorarkonsulat.

## Konsulareinrichtungen der Ukraine in Finnland
- Konsularabteilung der Botschaft der Ukraine in Helsinki

## Botschaftsgebäude in Helsinki
Sitz der Botschaft ist in der Vähäniityntie 9 auf der Insel Kulosaari im Nordwesten der finnischen Hauptstadt. Das Gebäude ist ein modernes zweigeschossiges Bauwerk.